# Fredrick Federley
Fredrick Folke Federley, född 6 maj 1978 i Munktorps församling i Västmanlands län, är en svensk centerpartistisk politiker. Han var förbundsordförande för Centerpartiets Ungdomsförbund 2002–2007, riksdagsledamot 2006–2014, Europaparlamentariker 2014–2020 och andre vice partiordförande för Centerpartiet 2015–2020.
I riksdagsvalet 2006 valdes Federley in i riksdagen. Där satt han till riksdagsvalet 2014 med ett avbrott för föräldraledighet. Han var i omgångar bland annat migrationspolitisk talesperson, ledamot av socialförsäkringsutskottet samt ledamot av EU-nämnden. 
Mellan juli 2014 och december 2020 var Federley Europaparlamentariker för Centerpartiet, efter att han i Europaparlamentsvalet 2014 kryssades förbi den sittande Europaparlamentarikern Kent Johansson, som han därmed efterträdde. I Europaparlamentet var han ordinarie ledamot i industriutskottet och ersättare i jordbruksutskottet och miljöutskottet. Från juni 2019 fram tills december 2020 var han även vice ordförande för den liberala gruppen i Europaparlamentet Renew Europe. Den 11 december 2020 meddelade Federley att han lämnade politiken av personliga skäl. Han efterträddes som EU-parlamentariker av Emma Wiesner.

## Tidiga år
Federley föddes 1978 i Munktorp i Köpings kommun. Vid nio års ålder flyttade han till Kungsör, där han sedan växte upp. Efter gymnasiet arbetade Federley med personer med utvecklingsstörning i sex år, gjorde militärtjänsten i Enköping, studerade statskunskap och rättsvetenskap vid Örebro universitet och var reseombudsman i CUF. Sommaren 2002 vikarierade han som ledarskribent på Norrtelje Tidning. Han kom ut som homosexuell 2001.

## Ordförande för Centerpartiets ungdomsförbund
Federley påbörjade sitt politiska engagemang i Centerpartiets ungdomsförbunds distrikt i Västmanland, där han även var distriktsordförande. Från kommunvalet 1998 satt han också i kommunfullmäktige i Kungsörs kommun. I ett mer spektakulärt förslag ville Federley införa adelskap.
Federley efterträdde Malin Svensson som förbundsordförande för Centerpartiets ungdomsförbund i oktober 2002 och blev därmed Sveriges första öppet homosexuella ordförande för ett ungdomsförbund. Han kom att göra flera uppmärksammade utspel i egenskap av ordförande. Han kritiserade partiets tidigare samarbete med Socialdemokraterna och förespråkade införandet av en platt skatt på 20 procent på alla inkomster. På DN Debatt menade han i januari 2005 att Centerpartiet borde överge sitt kärnkraftsmotstånd och istället fokusera på växthuseffekten. 2007 föreslog han att lagen om anställningsskydd skulle avskaffas. Federley satt också med i kommittén bakom lobbyingposten Medborgarnas flyktingombudsman (MFO) som existerade 2002–2007; ombudsman var Merit Wager.
Federley kandiderade till riksdagen för Västmanlands läns valkrets vid riksdagsvalet 2002, men missade att bli invald med 49 personrösters marginal.

## Riksdagsledamot

### 2006–2010
I riksdagsvalet 2006 kandiderade Federley för Stockholms kommuns valkrets, där Centerpartiet tidigare inte hade något mandat. Federley stod på plats två, efter Solveig Ternström, och fokuserade i sin kampanj på singelhushåll mellan 20 och 35. Både Ternström och Federley blev valda, Federley med 1 391 personröster. I riksdagen var han 2006–2010 ledamot i Socialförsäkringsutskottet.
I december 2006 anklagade Federley Hotell- och restaurangfacket för maffiametoder i en blockad mot salladsbaren Wild'n'Fresh i Göteborg. Salladsbaren hade vid konfliktens början två deltidsanställda som enligt salladsbarens ägare inte ville ha kollektivavtal, vilket lett till att ägaren inte velat teckna kollektivavtal med HRF. Eftersom facket vidtog stridsåtgärder för att tvinga fram ett kollektivavtal kallade Federley det för maffiametoder. Tillsammans med popstjärnan och PR-kvinnan Dominika Peczynski öppnade han i början på maj 2007 En annan salladsbar på Birger Jarlsgatan 22 i Stockholm; i juli samma år gick salladsbaren i konkurs med 250 000 kronor i skulder, varav den största delen var fordringar de båda ägarna hade på sitt bolag.
Inför riksdagsbeslutet om signalspaning i juni 2007, den så kallade FRA-lagen, vars beslut bordlades ett år av minoriteten, uppmärksammades hur centerpartiets partipiska påverkade Annie Lööf och Federley som var kritiska till förslaget. Federley valde att inte rösta emot partiledningen och lade ned sin röst. Samma fråga togs upp igen 2008 och Federley uppmärksammades ännu en gång. När debatten om förslaget närmade sig stod det klart att regeringspartiernas riksdagsledamöter inte var eniga i frågan. Medialt fokus riktades mot de ledamöter, främst Federley och partikollegan Annie Lööf, som uttryckt tveksamhet inför förslaget. Media rapporterade om påtryckningar via mail och bloggar att rösta nej till förslaget. Sitt anförande avslutade Federley med en direkt fråga till försvarsminister Sten Tolgfors om regeringen avsåg vidta åtgärder för att ytterligare stärka skyddet för den personliga integriteten. Tolgfors replikerade att alliansen lyssnat på flera ledamöter som haft synpunkter. Förslaget skickades på återremiss och efter vissa förändringar röstades det igenom nästa dag. Federley stödde det reviderade förslaget och sade att det var ett missförstånd att han skulle vara helt emot signalspaning.
I februari 2009 röstade Federley ja till IPRED-lagen. I början av 2010 skapade Federley uppmärksamhet genom sitt alter ego, Ursula af Drakbane, som blev "riksdagens egna drag queen", enligt Svenska Dagbladet, som också skrev att Federley genom Ursula utmanade bilden av Centerpartiet.

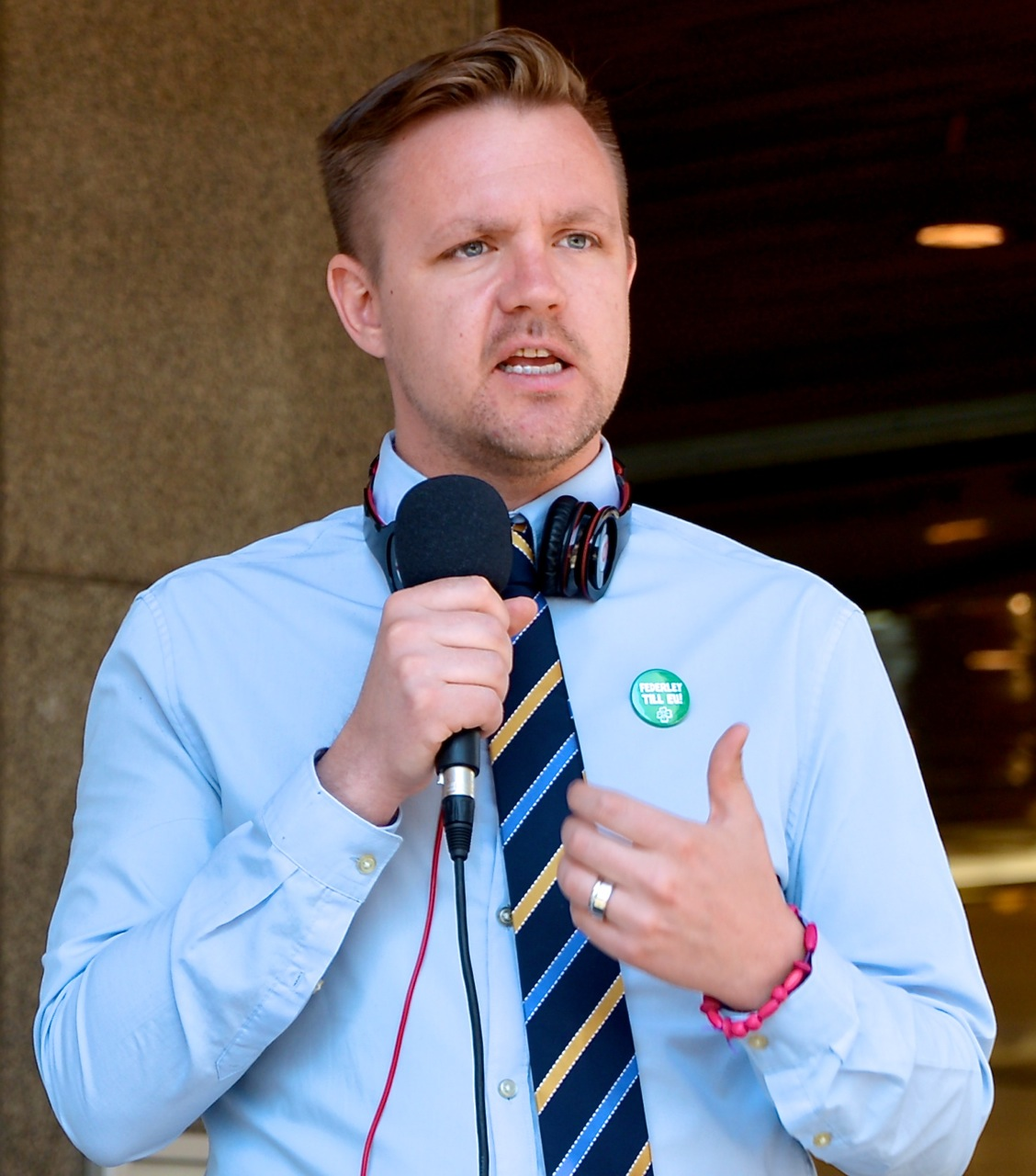
Fredrick Federley valtalar vid Sergels torg i Stockholm den 24 maj 2014 inför valet till Europaparlamentet dagen därpå.

### 2010–2014
I riksdagsvalet 2010 flyttades Federley av partiet ned på riksdagslistan till plats nummer tre till förmån för partiledare Maud Olofsson och miljöminister Andreas Carlgren. Under valrörelsen startade han en egen TV-show. Den 15 september 2010 blev Federley misshandlad utanför sin bostad. Efter attacken avbröt Federley valarbetet.
Federley blev omvald till ledamot då Olofsson istället blev invald för Västerbottens läns valkrets. Slutresultatet av kryssen visade att Federley fick 1456 röster, nära tre gånger så många kryss som miljöministern. Fastän många hävdat att han skulle bli utröstad efter FRA-diskussionen lyckades han stärka sin ställning trots sämre placering än 2006. Federley blev efter valet 2010 ledamot i EU-nämnden och delegat i OSSE-delegationen. Han var även suppleant i Socialförsäkringsutskottet. Han blev styrelseledamot i Stockholm International Water Institute (SIWI) 2011, och samma år ledde han Centerpartiets arbetsgrupp kring integrationsfrågor.
2011 värvades Federley till MTG Radios nya kommersiella pratradiostation Radio 1 som programledare för programmet Federley i mitten. På radiogalan fick han Stora Radiopriset i kategorin Årets rookie. I samband med centerstämman i Åre 2011, där han även valdes in i Centerpartiets partistyrelse, fick Federley Centerstudenters högsta utmärkelse Årets Centerparlamentariker. I maj 2012 fick Federley hedersutnämnandet "Västra Mälardalsambassadör" för sina insatser för regionen Köping–Arboga–Kungsör av Sparbanken Västra Mälardalen.
Federley ingick i Centerpartiets idéprogramsgrupp som skulle ta fram ett nytt partiprogram till en extrastämma 2013. Idéprogramsgruppen leddes av Per Ankersjö, dåvarande borgarråd i Stockholms kommun.

## Europaparlamentariker

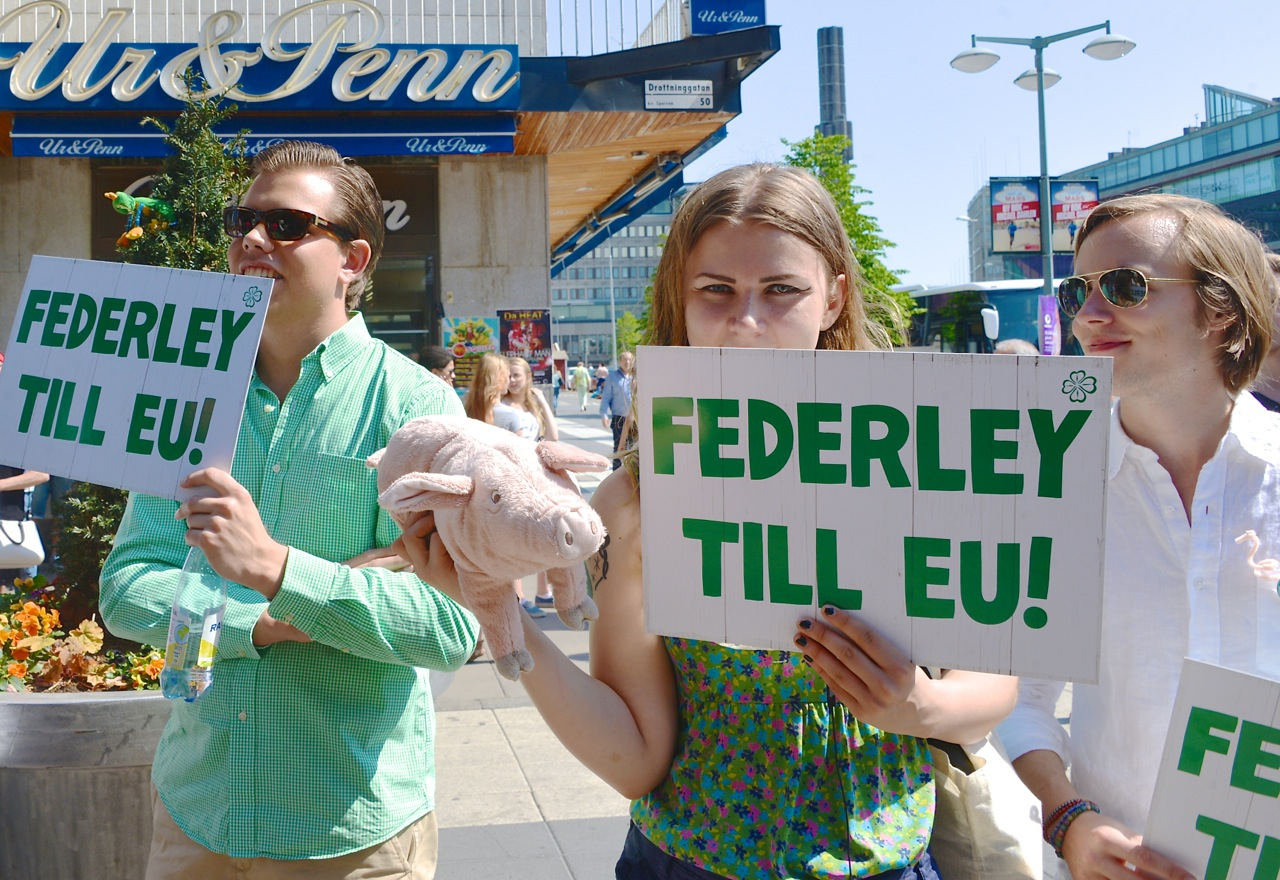
Sympatisörer till Fredrick Federley inför EU-valet 2014.

### 2014–2019
I Centerpartiets rådgivande medlemsomröstning 2013 inför framtagandet av lista till Europaparlamentsvalet kom Federley på andra plats av 90 kandidater. Vid Centerpartiets förtroenderåd flyttades Federley ner till plats tre till förmån för Kristina Yngwe. Fram till valet drev han en valkampanj med fokus på djurskydd, migration och integritet. En vecka efter valnatten stod det klart att Federley hade fått 4 308 fler kryss än förstanamnet Kent Johansson och således blev Centerpartiets representant i Europaparlamentet.
Federley var ordinarie ledamot av Industriutskottet (ITRE) där han också var gruppledare för liberalernas (ALDE) sex ledamöter. I den egenskapen blev han utsedd till huvudförhandlare för omförhandlingen av EU:s utsläppshandelssystem i ITRE-utskottet inför dess fjärde fas. I april 2016 färdigställdes Federleys rapport om utsläppsrättshandelssystemet, och ett av de stora förslagen var vad som kallas en "tiered" eller "targeted approach" (ungefär "målinriktad approach") till fri tilldelning av utsläppsrätter, där industrier delas in i kategorier utifrån risken för vad man kallar koldioxidläckage. Koldioxidläckage är den teoretiska risken att företag tvingas lämna EU om kostnaderna blir för höga i EU relativt övriga världen.
Han var också ersättare i Jordbruksutskottet (AGRI), Miljöutskottet (ENVI) och vice ordförande i Europaparlamentets delegation till det panafrikanska parlamentet. Dessutom var han enda svenska ledamoten i det utskott som granskar utsläppsmätningar i bilindustrin (EMIS), efter avslöjandet med Volkswagenkoncernens utsläppsmätningar. Han har drivit frågor om ökad transparens i EU, och arbetade, tillsammans med Folkpartiets Marit Paulsen, framgångsrikt för att få till strängare regler för användning av antibiotika i djurhållning. 2015 tog han initiativ till att ställa krav mot EU-kommissionen att ta fram en djurvälfärdsstrategi 2016–2020, och kom därefter att leda en arbetsgrupp med syftet att ta fram parlamentets hållning gentemot kommissionen. Federley fick med sig en klar majoritet av parlamentets ledamöter.
Den 1 september 2015 tillkännagav Federley sin kandidatur till ordförande för Alliansen liberaler och demokrater för Europa. 7 oktober drog han tillbaka sin kampanj och valde istället att kandidera till vice ordförande tillsammans med den estländska ordförandekandidaten Siim Kallas. Kallas blev inte vald, men Federley blev vald till vice ordförande under den nya ordföranden Hans van Baalen.
Samtidigt som han var Europaparlamentariker blev Federley i kommunalvalet den 14 september 2014 invald i kommunfullmäktige i Botkyrka kommun. Han var Centerpartiets gruppledare där fram till den 23 januari 2015, då han avgick från uppdragen.

### Valkampanjen 2019
Federley var förstanamn på Centerpartiets lista i Europaparlamentsvalet 2019 och fokuserade på frågor om ett förbättrat europeiskt klimatarbete, ett starkare djurskydd och ett mer liberalt Europa. I valrörelsen hamnade han i en konflikt med Kristdemokraternas Sara Skyttedal. Federley menade att hon var otydlig i var hon stod i frågor om grundläggande fri- och rättigheter, och att Kristdemokraterna inte var tydliga med var de stod i frågan om fri abort.
Centerpartiet fick 10,8 procent i EU-valet vilket innebar att Federley blev omvald och fick med sig en kollega till Bryssel, Abir Al-Sahlani. När personrösterna hade räknats stod det klart att Federley blev den tredje mest kryssade politikern i Sverige och den mest kryssade centerpartisten någonsin.

### 2019–2020
Efter Europavalet skapades den nya liberala gruppen Renew Europe (Förnya Europa), efter att den tidigare liberala partigruppen ALDE gick ihop med franska En Marche och rumänska "USR plus". Federley kandiderade för posten som ordförande mot bland andra Dacian Ciolos och Sophie in't Veldt, men drog sig ur kampen när det stod klart att rumänen Dacian Ciolos hade tillräckligt stort stöd för att bli ordförande och blev istället vald till vice ordförande för gruppen den 26 juni 2019. I november 2019 blev han utnämnd till att leda Renew Europes arbete inom klimat- och landsbygdspolitiken.
Federley satt som ledamot i EU-parlamentets miljöutskott (ENVI) och som ersättare i jordbruksutskottet (AGRI). Han var även ledamot i Delegationen för samarbete i norr och för förbindelserna med Schweiz och Norge och suppleant för Delegationen för förbindelserna med Folkrepubliken Kina.
Under hösten 2020 var Federley en av fyra parlamentariker som porträtterades i tv-serien Bryssel calling som sändes på SVT. I serien fick man följa parlamentarikerna under mandatperiodens första år.

### Avgång
Den 26 november 2020 meddelade Federley att han tog paus från alla sina politiska uppdrag under en tid av personliga skäl. Anledningen var att det uppmärksammats att han haft en relation med en man som var dömd för grova våldtäkter mot sin tidigare partners barn. Fallet vållade en debatt där politikers privatliv, försoning för bestraffade brott, straffvärdet för sexuella övergrepp mot barn samt ansvar för närståendes brottslighet stod i centrum. Som försvårande för Federleys del utpekades att han flyttat ihop med mannen tillsammans med sin egen dotter, att mannen tidigare begått brotten mot sin dåvarande sambos barn, samt att han släppts med villkorligt straff och alltså inte avtjänat hela domen. Den 11 december meddelade Federley att han helt lämnade alla sina politiska uppdrag. Även Federleys senare intervju med Carina Bergfeldt kritiserades från båda håll; dels att SVT agerat partiskt genom att låta en företrädare för ett politiskt parti yttra sig fritt och relativt utan kritiska motfrågor, dels från Federleys sida att frågorna varit djupt personliga och stötande.

## Priser och utnämnanden
I tidningen Land Lantbruks årliga 50-lista över personligheter inom jordbruksområdet blev Federley placerad som nummer 15 år 2014. 2015 klättrade han två platser, till en 13:e plats med motiveringen:
| ”                                     | Stureplanscenterns frontperson har tagit ett kliv in i ladugården och arbetar för ökad djurvälfärd i EU. Blev biten av en gris vid inspelningen av partiets film för restriktiv antibiotikaanvändning. | „ |
| – Land Lantbruk om Fredrick Federley. | |   |

I december 2014 tilldelades Federley det första Jasminepriset, för sina insatser för att motverka stigma och för att förbättra sexarbetares levnadsvillkor. Han hade sedan tidigare, bland annat i ett uppmärksammat tal i riksdagen 2010, krävt att sexköpslagen avskaffas.

## Privatliv
Federley var 2012–2019 gift med Johnny Federley Kroneld. Federley och en väninna har en dotter tillsammans, född 2011, som kom till med hjälp av IVF-behandling, vilket då endast var tillåtet för sambor och gifta par. De var senare öppna med tillvägagångssättet för att väcka debatt kring lagstiftningen.